# Giorgio Tinazzi (ciclista)
Giorgio Tinazzi (Verona, 4 marzo 1936 – Verona, 9 marzo 1982) è stato un ciclista su strada italiano, professionista dal 1958 al 1962 e vincitore del Giro di Sicilia e del Giro di Romagna nel 1960.

## Palmarès
- 1957 (dilettanti)

Gran Premio Industria del Cuoio e delle Pelli
- 1960 (Ignis, tre vittorie)

1ª tappa Giro di Sicilia (Palermo > Messina)
Classifica generale Giro di Sicilia
Giro di Romagna

## Piazzamenti

### Grandi Giri
- Giro d'Italia

1958: 22º
1959: 24º
1961: ritirato

### Classiche monumento
- Milano-Sanremo

1959: 35º
- Giro di Lombardia

1959: 21º